# Lowestoft
Lowestoft (pronunțat /ˈloʊstɒft/) este un oraș în comitatul Suffolk, regiunea East, Anglia. Orașul aparține districtului Waveney a cărui reședință este. Este cea mai estică localitate britanică. 

## Personalități locale
Compozitorul, dirijorul și pianistul Benjamin Britten (1913-1976) s-a născut în portul Lowestoft.